# Deutschsprachige Emigration nach Uruguay 1933–1945
Die deutschsprachige Emigration nach Uruguay 1933–1945 betraf etwa 7.000 bis 7.500 Personen, eine genauere Zahl derjenigen Flüchtlinge, die im Hafen von Montevideo an Land gingen, lässt sich nicht ermitteln. Uruguay nahm – bezogen auf seine Einwohnerzahl – mehr Juden auf als jedes andere Land Lateinamerikas. Uruguay zählt deshalb zu den bedeutenden Asylländern für Flüchtlinge vor dem Nationalsozialismus, auch wenn die Redewendung vom „Einwanderungsparadies Uruguay“ nicht uneingeschränkt für die Emigranten zutraf.

## „Einwanderungsparadies“ mit Restriktionen
Uruguay galt in den ersten Jahrzehnten des 20. Jahrhunderts als demokratisches Musterland Südamerikas, was sich aber ab 1929 änderte, als konservative und autoritäre Kräfte im Land starken Einfluss gewannen. Das wirkte sich ab 1933 auch auf die Immigrationsgesetzgebung aus, was nicht allein als Reaktion auf die nationalsozialistische Vertreibungspolitik bewertet wird, obschon antisemitisches Ressentiment in der uruguayischen Presse aufkam und 1938/39 seinen Höhenpunkt erreichte. Insbesondere politischen Flüchtlingen wurde ab 1938 die Einreise erschwert, von Einwanderern wurden die Vorlage eines politischen Führungszeugnisses der Geheimen Staatspolizei verlangt sowie Referenzen über politische Einstellung und Ehrenhaftigkeit. Dennoch wurde Einwanderung über den „Touristen-Schleichweg“ stillschweigend oder unter sehr freizügiger Auslegung der Gesetze geduldet, wobei der Handel mit Visa eine wichtige Rolle spielte. Eine Schiffsfahrkarte Erster Klasse plus 600 Pesos „Vorzeigegeld“ genügten, um ein Visum zu erhalten. Im Gegensatz zur Gesetzgebung in Bolivien und Chile gab es keine rassistische Argumentation in den uruguayischen Immigrationsgesetzen. Unter der Diktatur des Gabriel Terra wurden aber Kranke, Behinderte und andere, die der staatlichen Fürsorge zur Last gefallen wären, von der Einwanderung ausgeschlossen.

## Antifaschistischer Widerstand in Uruguay
1935 wurde in Montevideo die Pestalozzi-Schule gegründet. Sie ging aus einer Elterninitiative hervor, die sich der nationalsozialistischen Gleichschaltung der deutschen Schule in Montevideo widersetzte.
1936 gründete die deutsche Theologin und Widerstandskämpferin Annemarie Rübens in Colonia Valdense das Haus Rübens. Das Landschulheim wurde zu einem wichtigen Treffpunkt für Emigranten aus Uruguay und Argentinien und ermöglichte vielen Emigrantenkindern Ferienaufenthalte.

## Erinnerungsorte
An der Schleusenbrücke in Hamburg erinnert eine Gedenktafel an die Brüder Rudolf und Otto Hirschfeld. Ihr Bekleidungsgeschäft war bis 1938 in Hamburg die erste Adresse für gehobene Konfektion. Eine ihrer Kundinnen war die Geliebte des uruguayischen Generalkonsuls in Hamburg, die nach den Novemberpogromen 1938 sogleich reagierte und für die Brüder Hirschfeld ein Visum erwirkte sowie einen Brief des Generalkonsuls an die Gestapo, der ihnen die sofortige Ausreise ermöglichte.